# Pierre-Albert Bégaud
Pour les articles homonymes, voir Bégaud.

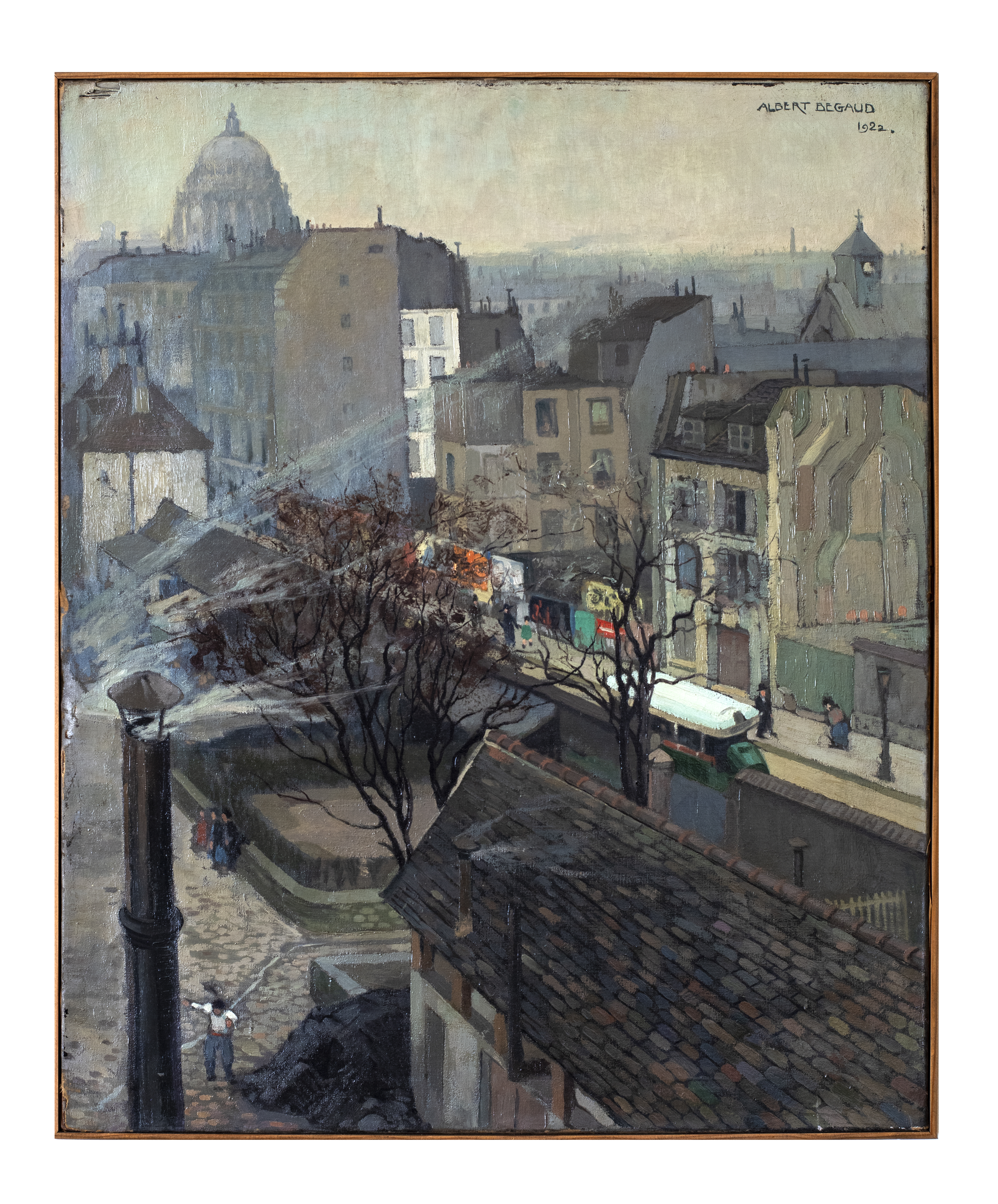
Les toits de Paris par Pierre-Albert Bégaud (1922).

Pierre-Albert Bégaud est un peintre portraitiste et paysagiste français né à Bordeaux le 19 septembre 1901 et mort à Bordeaux le 22 juin 1956 (54 ans). Avec Jean Dupas, François-Maurice Roganeau, André Caverne, René Buthaud, Robert Cami et Camille de Buzon, il est l’un des représentants marquants de « l’école de Bordeaux » de l’entre-deux-guerres. Il fut professeur de dessin (1931-1956) à l’Ecole des Beaux-Arts de Bordeaux et professeur d’antique à l’Ecole Régionale d’Architecture de Bordeaux (mêmes dates). Son œuvre, importante (plusieurs centaines de références au catalogue), se partage entre le portrait (populaire, familial ou mondain), les paysages (essentiellement du Pays Basque) et de grands éléments décoratifs (panneaux et fresques). Il signa également de nombreux nus, des affiches ainsi que des décors de théâtre.

## Biographie
Pierre-Albert Bégaud nait le 19 septembre 1901 à Bordeaux, au 64 rue Pomme-d’Or dans le quartier des Chartrons, de Jean-Georges Bégaud, artisan horloger et de Jeanne-Marguerite Marchand professeure de piano qui initia tôt ses quatre fils aux arts et à la musique. La famille déménagera ensuite au numéro 3 de la place Puy Paulin où Jean, le quatrième fils, naitra. L’ainé, Gérard, devint professeur au Conservatoire et premier violon de l’Orchestre Philharmonique de Bordeaux,, ; André (le troisième des quatre frères) fit (sous le pseudonyme de Jean Dréna) une carrière internationale de présentateur de revues (Moulin-Rouge, Bal Tabarin, Folies Bergère, cirque Médrano), mais également de chanteur et de clown (duos avec Achille Zavatta). Pierre-Albert (le second de la fratrie) manifesta précocement des dons pour le dessin et la peinture. En 1915, à quinze ans, il entre à l’école municipale des Beaux-Arts de Bordeaux ; il y est l’élève de Jean Artus (qui le fera travailler, sous sa direction, à la décoration de l’hôtel Frugès) puis de Paul Quinsac (1858-1929),,, qui, convaincu de son potentiel, intervient pour qu’il parte étudier auprès de Fernand Cormon (1845-1924),, alors âgé de 75 ans, dont l‘Atelier parisien avait vu passer des élèves comme Vincent van Gogh et Henri de Toulouse-Lautrec. Bégaud quitte Bordeaux en 1920 avec un beau palmarès : premier prix de peinture décorative (1918), premier prix en petite figure et en esquisse (1919), hors-concours en modèle vivant (1919).  
Pierre-Albert Bégaud s’installe dans le quartier Montmartre, où il partage au début un logement et une vie de bohème avec Robert Cami (1900-1975), également élève de Paul Quinsac et titulaire d’une bourse de la municipalité de Bordeaux pour se spécialiser en gravure à l’Ecole des Beaux-Arts de Paris. Il y retrouve son frère André (Jean Dréna), monté à Paris à 16 ans, qui commence sa carrière comme amuseur et chanteur dans différents cabarets montmartrois. Pendant ses études, Bégaud exerce différentes activités : copies et restauration de tableaux pour des marchands, affiches de cinémas. Il ouvre plus tard un atelier de batik (alors très en vogue) au 9 cité Voltaire dans le 11ème arrondissement,, aménage au 7 rue Béloni (devenue rue d’Arsonval en 1946, 15ème arrondissement) puis, en 1926, au 4 rue Vercingétorix (14ème).

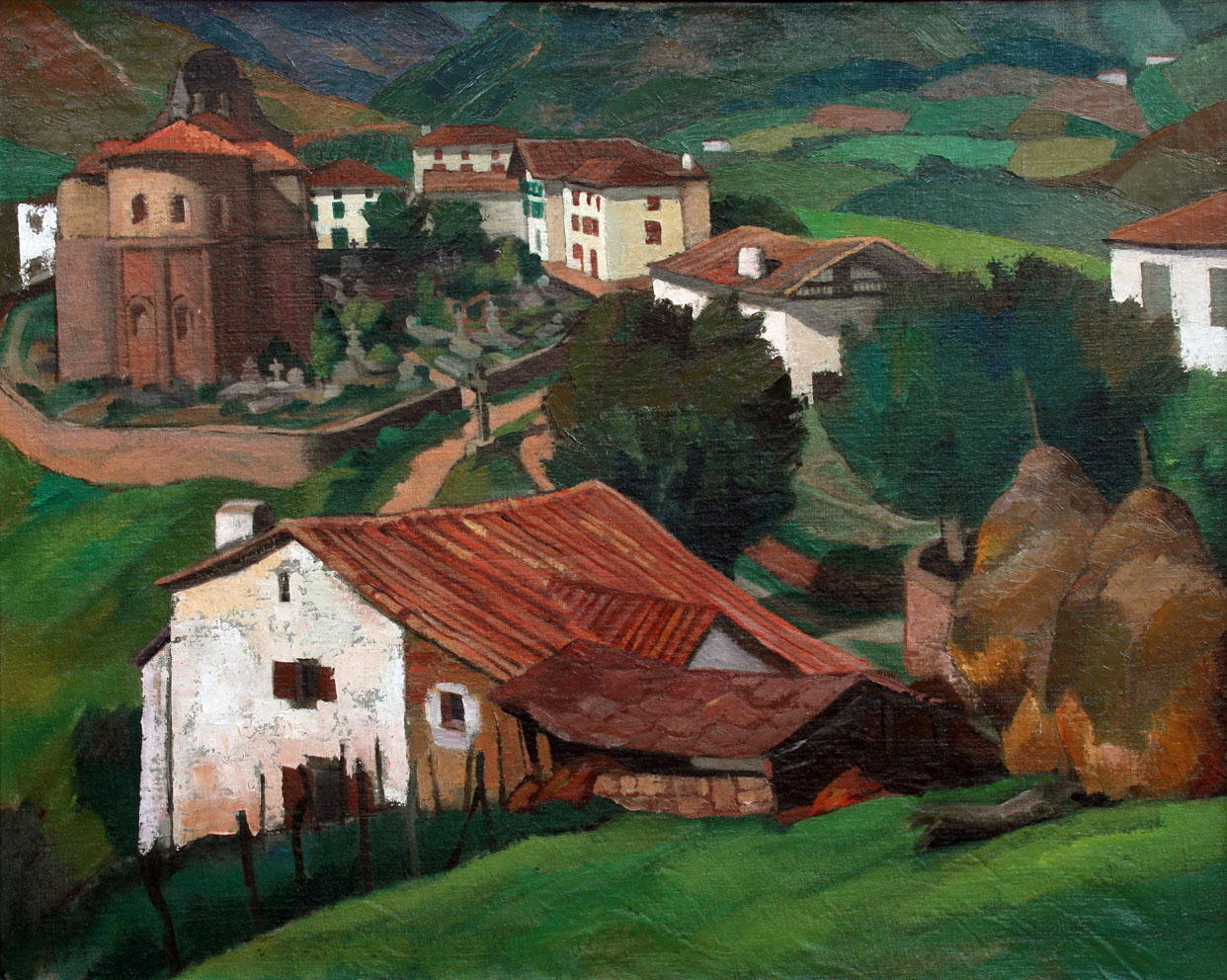
Bidarray par Pierre-Albert Bégaud.

Pierre-Albert Bégaud parvient assez rapidement à se faire un nom à Paris ; il peint et vend nombre de toiles et de dessins représentant la ville (ex : Les toits de Paris), ses quais et ses jardins mais aussi des portraits et des natures mortes. En 1923, il expose Etude au Salon des Artistes Français (Paris),. Le 10 septembre 1927, il épouse Renée de Paris, nièce du peintre Georges Scott, mais le couple se séparera un an plus tard.
En 1931, l’école des Beaux-Arts de Bordeaux, lui propose le poste de professeur de dessin des cours élémentaires,. Après onze années passées à Paris et un temps d’hésitation, Bégaud revient à Bordeaux et s’installe, avec sa compagne Germaine Lachausse, dans un appartement au 42 quai Richelieu. Leur fille, Anne Marie, « Nanette », y naitra en mars 1935. Parallèlement, il enseigne la perspective et l’antique à l’école régionale d’architecture de Bordeaux ,,, c’est là qu’il rencontrera Claude Ferret, son futur directeur (1942) qui deviendra son ami intime. Bégaud, qui donne également des cours particuliers, devient rapidement un peintre et un décorateur très sollicité, notamment pour des portraits mondains.
Durant l’été 1930, son ami Robert Cami lui fait découvrir le Pays Basque; il tombe amoureux du village de Bidarray et il résidera dorénavant plusieurs mois par an à la pension Barberaenea tenue par la famille Çuburu. Il y noue de fortes amitiés, s’initie à la langue basque, aux chants et aux danses et, surtout, réalisera plus d’une centaine de paysages du village et de ses environs, des natures mortes ainsi que de nombreux portraits de ses habitants. Plus tard, en 1948, il s’installera avec sa seconde épouse, Françoise, dans une maison isolée du village dans la vallée du Baztan, Ilara Bizkaria, représentée (en intérieur et extérieur) sur nombre de ses tableaux. Des artistes lui rendent visite ou choisissent également Bidarray comme villégiature (Claude Ferret, Camille de Buzon, Robert Cami). Ces séjours et ces expositions basques lui permettent d’échanger, à Bidarray ou Bayonne, avec plusieurs artistes locaux dont Ramiro Arrue. Contrairement à beaucoup de « paysagistes » de l’époque, Bégaud ne peignait pas à partir de photographies, ni de croquis mais toujours in situ ; il utilisait un chevalet et une boite de peinture dédiés qu’il pouvait transporter lors de ses randonnées.

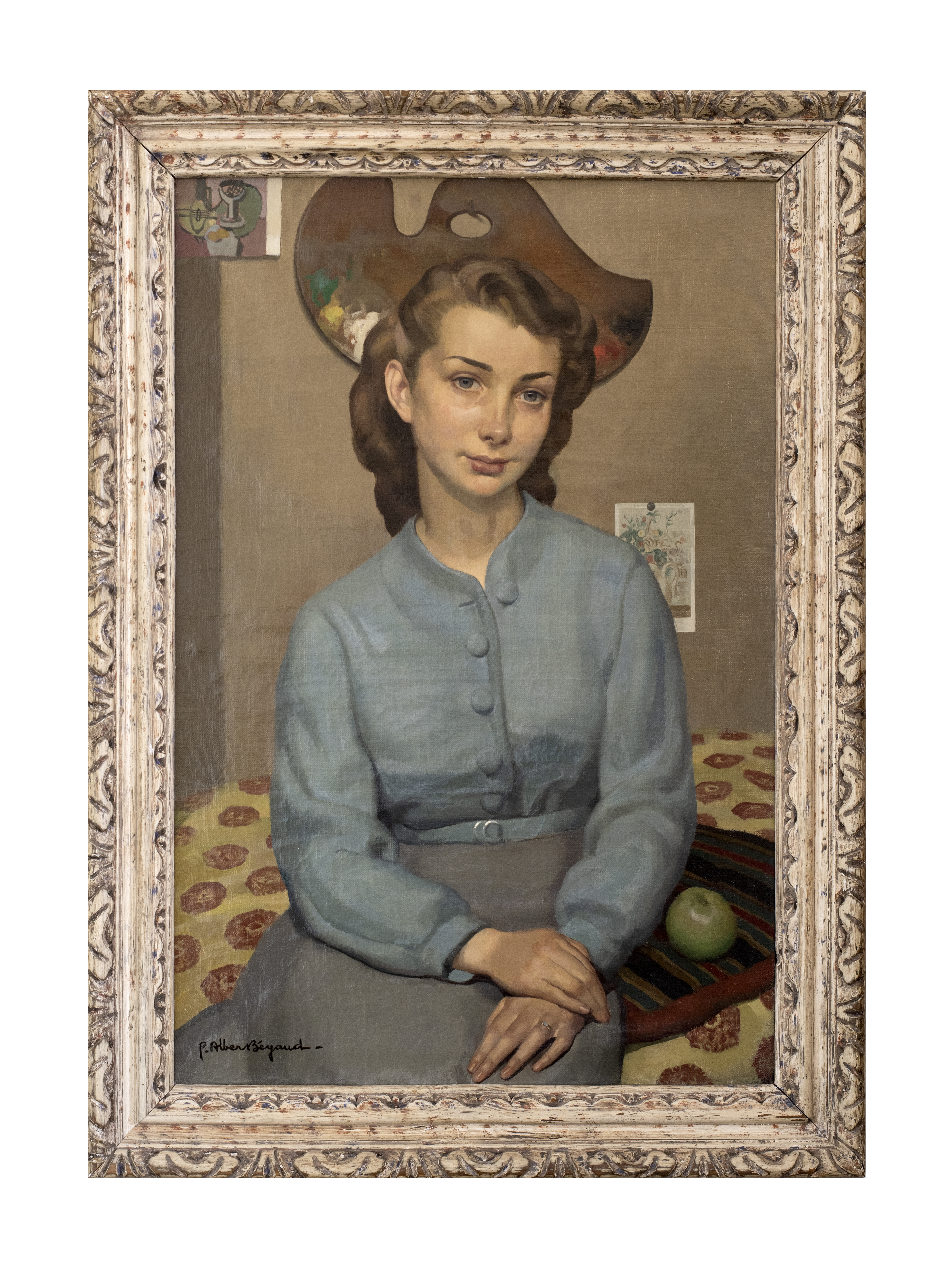
Portrait de ma fille par Pierre-Albert Bégaud (1948).

En 1934, il fonde avec René Buthaud, Robert Cami et Camille de Buzon la Société des Artistes de Guyenne et son salon d’exposition, l’Oeuvre, en dissidence avec le salon officiel qu’était l’Atelier. La première exposition ouvre le 16 mars 1935 à l’orangerie du Jardin Public de Bordeaux. Bégaud, très attaché à la composition et à un dessin rigoureux, se voulait le représentant du « juste milieu » entre le classicisme et l’école dite moderne,. En dehors de son atelier, ouvert aux acheteurs, il exposera ses œuvres à de nombreuses reprises tant à Bordeaux qu’à Paris,(Galerie Barreiro, rue de Seine en 1936 ; Salon des Artistes Français en 1944, 1949, 1950, médaillé d’or pour Portrait de ma fille, et 1952) ; à Bayonne (Galerie Page).
C’est en août 1936 que la municipalité socialiste de Bordeaux lui confie, avec quatre autres artistes bordelais (Jean Dupas, François-Maurice Roganeau, André Caverne et Camille de Buzon), la décoration des foyers de la Bourse du Travail,,,,,,; Bégaud y réalise en 1937 l’une de ses œuvres majeures : la grande fresque de 22 mètres carrés sur le pin des Landes, achevée un an plus tard, qui célèbre la nature, la fécondité et le travail des résiniers et des bucherons. Ses talents de fresquiste ont été à maintes reprises sollicités pour la décoration de grandes maisons bourgeoises de Bordeaux et, auparavant, en 1926, par la Fédération Maritime pour retracer, avec Pierre-Louis Cazaubon (1873-1950), l’histoire du port de Bordeaux (il peint cinq des douze panneaux) et par le député-maire d’Orthez Georges Moutet pour décorer la salle du conseil municipal (décor sur toile marouflée). En 1951, il restaurera les peintures de Pierre Lacour dans la salle à manger de l’hôtel de ville de Bordeaux et avait, auparavant, rénové les décors des salons.

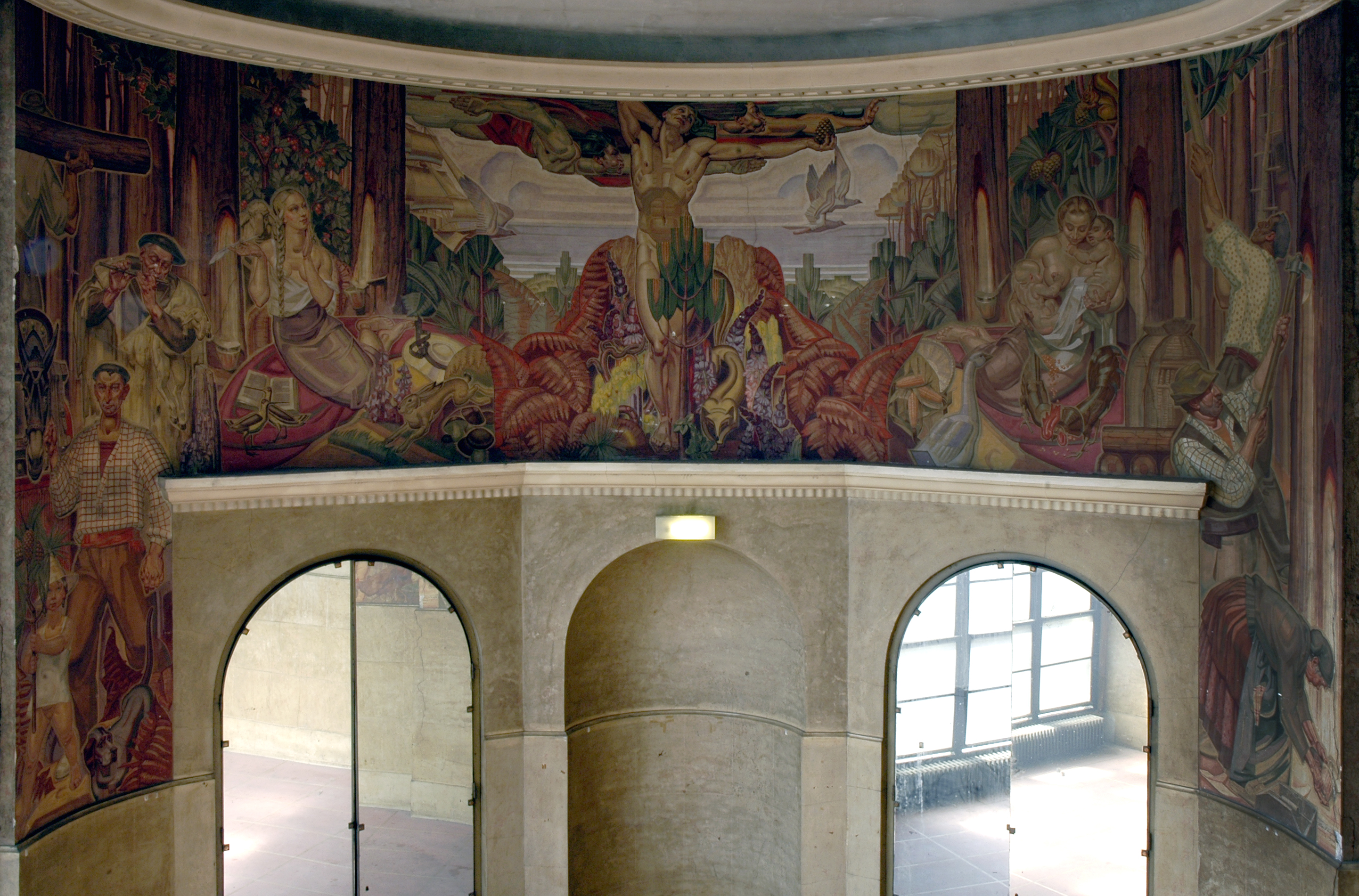
Le pin des Landes. Fresque murale à la Bourse du Travail de Bordeaux peinte par Pierre-Albert Bégaud (1937).

En 1938, Bégaud quitte l’appartement du quai Richelieu pour aménager au quatrième étage du 38 cours de l’Intendance qui offre un grand atelier de peintre situé sous les toits. Jean Dupas, dont la carrière se poursuit dorénavant à Paris, y est hébergé durant le séjour qu’il effectue à Bordeaux pour réaliser la fresque monumentale de la Bourse du Travail qu’il n’achèvera qu’en 1942, après l’inauguration du bâtiment.
En 1948, Pierre-Albert Bégaud épouse Françoise Lasserre une élève de l’école des Beaux-Arts ; en 1951, elle est le modèle de La femme à l’opale, l’une de ses œuvres les plus célèbres qui fera, en 1953, la couverture du magazine danois Tidens Kvinder. Des portraits peints par Pierre-Albert Bégaud illustreront les couvertures de plusieurs livres ,. Leur fils Bernard Bégaud naitra en août 1949 à Bayonne.
Professeur ayant profondément marqué nombre de ses élèves mais aussi pédagogue novateur, il ouvre, en 1939, dans les locaux de l’école des Beaux-Arts de Bordeaux, un cours de dessin gratuit et mixte ouvert, tous les samedis après-midi, tant aux non-diplômés qu’à d’anciens élèves ; il l’animera jusqu’à la fin de sa vie. Il organise également, notamment à Bidarray et dans ses environs, des séjours pour les élèves et artistes souhaitant se perfectionner en paysage.
À partir de 1955, une grave maladie vasculaire limite de plus en plus son activité. Il décède à Bordeaux le 22 juin 1956. Il est inhumé à Bordeaux, cimetière de la Chartreuse (allée de la lyre brisée).
En 1957, une exposition rétrospective de son œuvre est organisée par Jean Dupas et Robert Cami, au Salon des Artistes Français au Grand Palais à Paris.
Trois autres expositions lui rendront hommage : en 1986 (Pierre-Albert Bégaud et ses amis. Ville de Mérignac) et 2006 : Pierre-Albert Bégaud. Le cœur et la raison ; Musée des Beaux-Arts de Bordeaux et Pierre-Albert Bégaud et le Pays Basque ; Musée Basque et de l’histoire de Bayonne.
En 2006, la famille lègue 173 dessins au Musée des Beaux-Arts de Bordeaux,

## Œuvres et expositions

Peintures de Pierre-Albert Bégaud
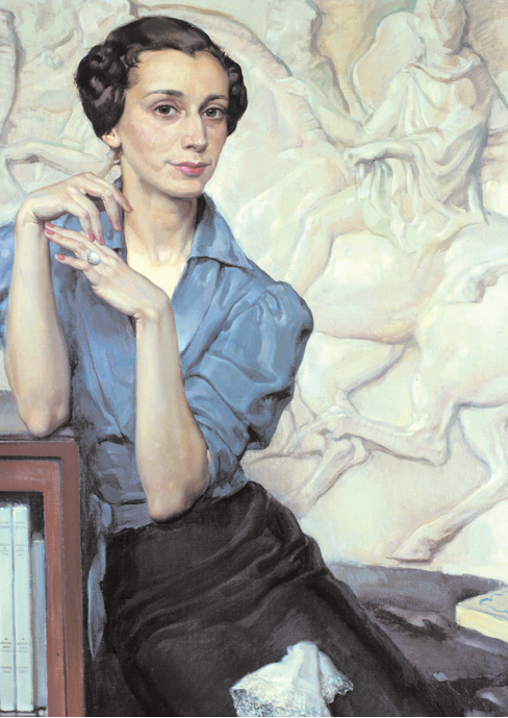
La femme à l'opale (1951)
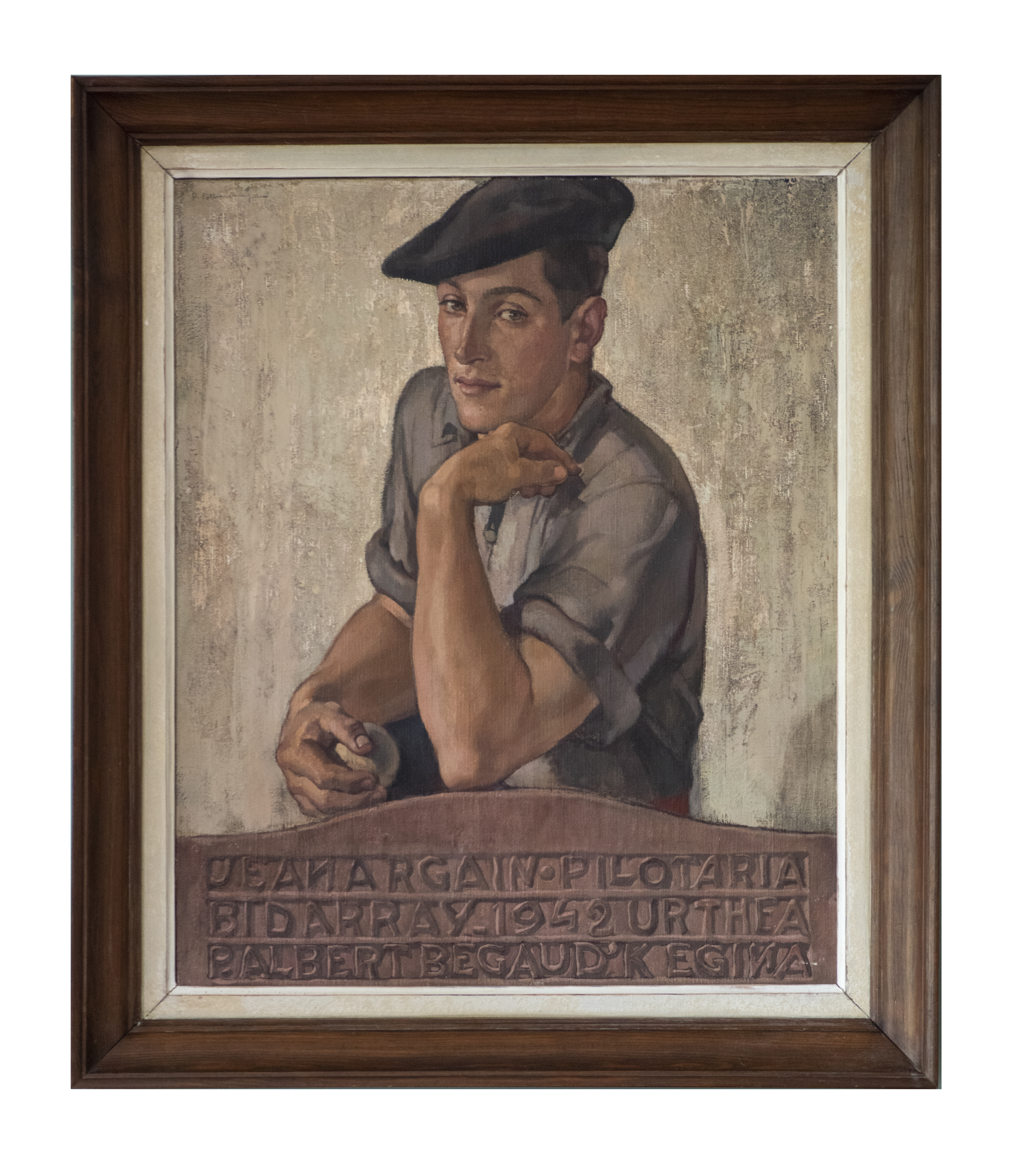
Portrait de Jean Argain, pelotari (1942)
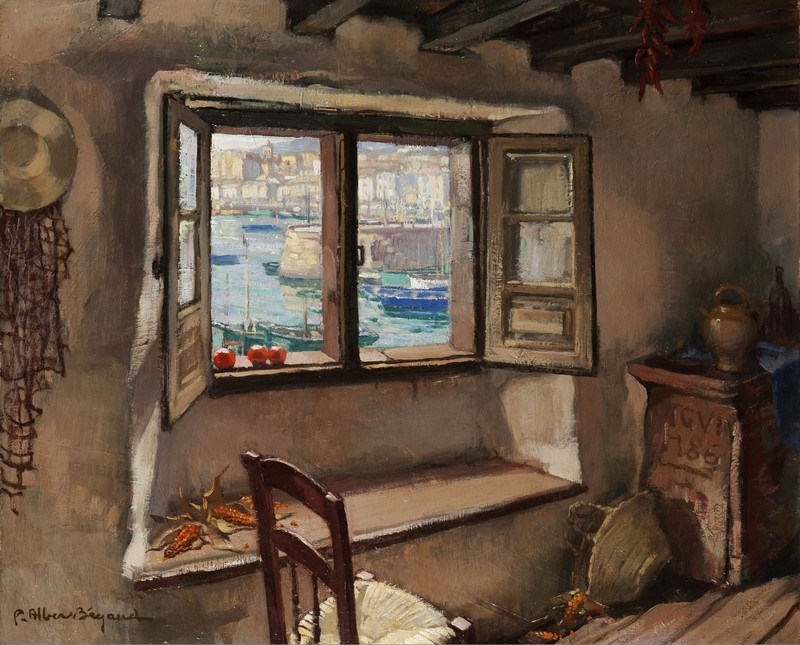
Fenêtre sur le port de Saint Sébastien (Musée des Beaux Arts de Pau)
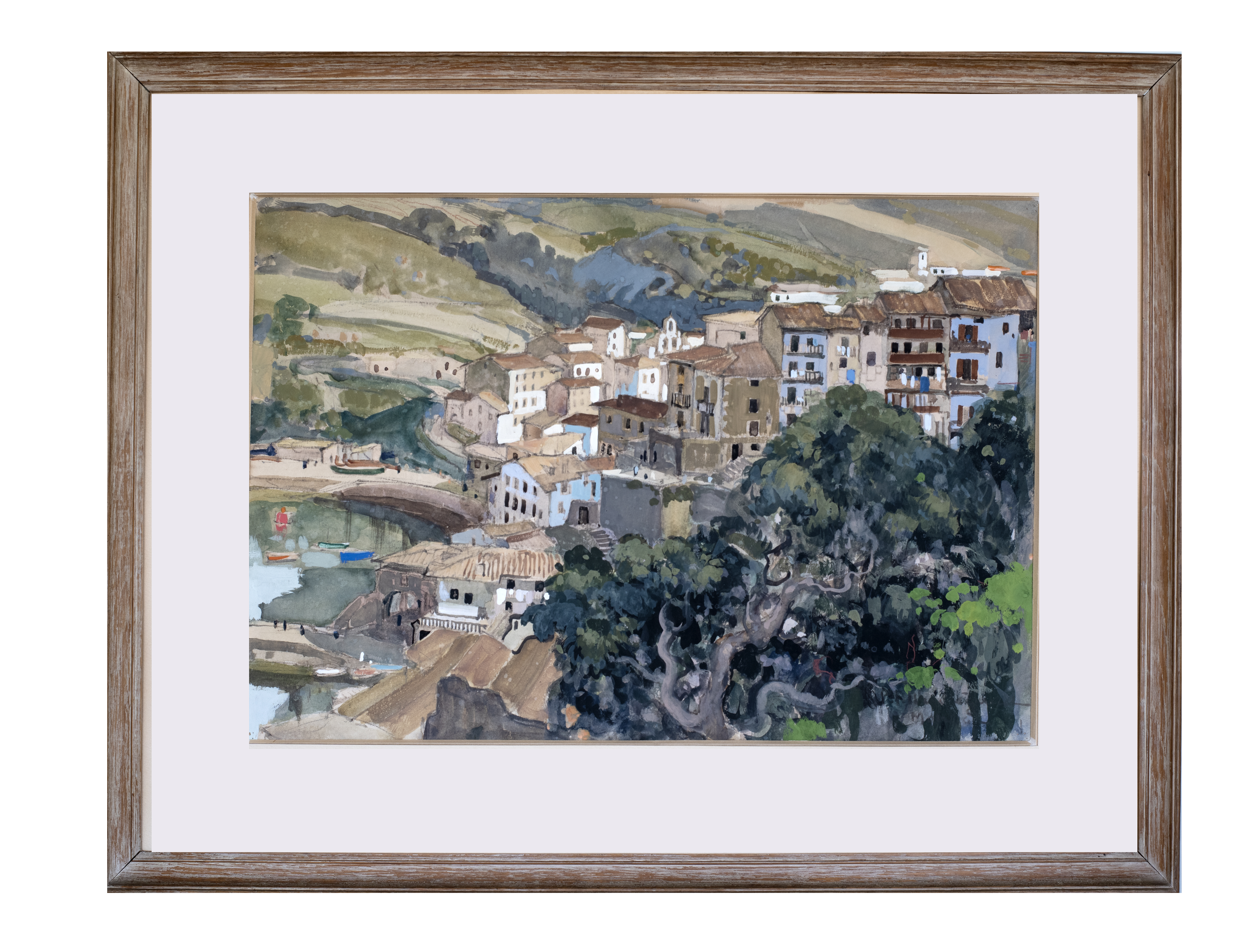
Mutriku, village du Pays Basque

### Œuvres dans les collections publiques
- Musée des Beaux-Arts de Bordeaux
  - Saintes femmes au tombeau
  - Donation de la famille en 2006 (liste non exhaustive):
    - L'Enlèvement d'Europe (sans date), Crayon, encre de Chine, aquarelle et gouache sur carton
    - Les Hespérides (sans date), crayon, encre de Chine, aquarelle et gouache sur carton
    - Le rêve passe (sans date), photogravure sur papier
    - Couverture d'un journal danois avec le portrait de Françoise Bégaud (sans date), photographie imprimée sur papier
    - Françoise cousant devant la fenêtre (sans date), crayon feutre sur papier
    - Projet de blason pour la Ville de Bordeaux (sans date), crayon sur papier calque
- Musée Basque et de l’histoire de Bayonne : Bidarray (1924)
- Musée des Beaux-Arts de Pau : Fenêtre ouverte sur le port de Saint-Sébastien

### Salons
- Société des Amis des Arts : 1934, 1935, 1937
- Les Artistes Français : 1923, 1944, 1949, 1950, 1952, 1957
- L'Atelier : 1933
- L'Œuvre : 1935, 1936, 1937, 1941, 1943, 1944

### Expositions
- Peintres de l’école bordelaise. Galerie Barreiro, Paris : 1936
- Rétrospective Pierre-Albert Bégaud. Salon des Artistes Français (Grand Palais, Paris) : 1957
- Pierre-Albert Bégaud et ses amis. Ville de Mérignac (Gironde) : 1986
- Pierre-Albert Bégaud : le cœur et la raison, Musée des Beaux-Arts de Bordeaux, du 23 juin au 1er octobre 2006
- Pierre-Albert Bégaud et le Pays Basque, Musée Basque et de l'histoire de Bayonne du 6 octobre au 31 décembre 2006